# Libro de horas de Carlos V

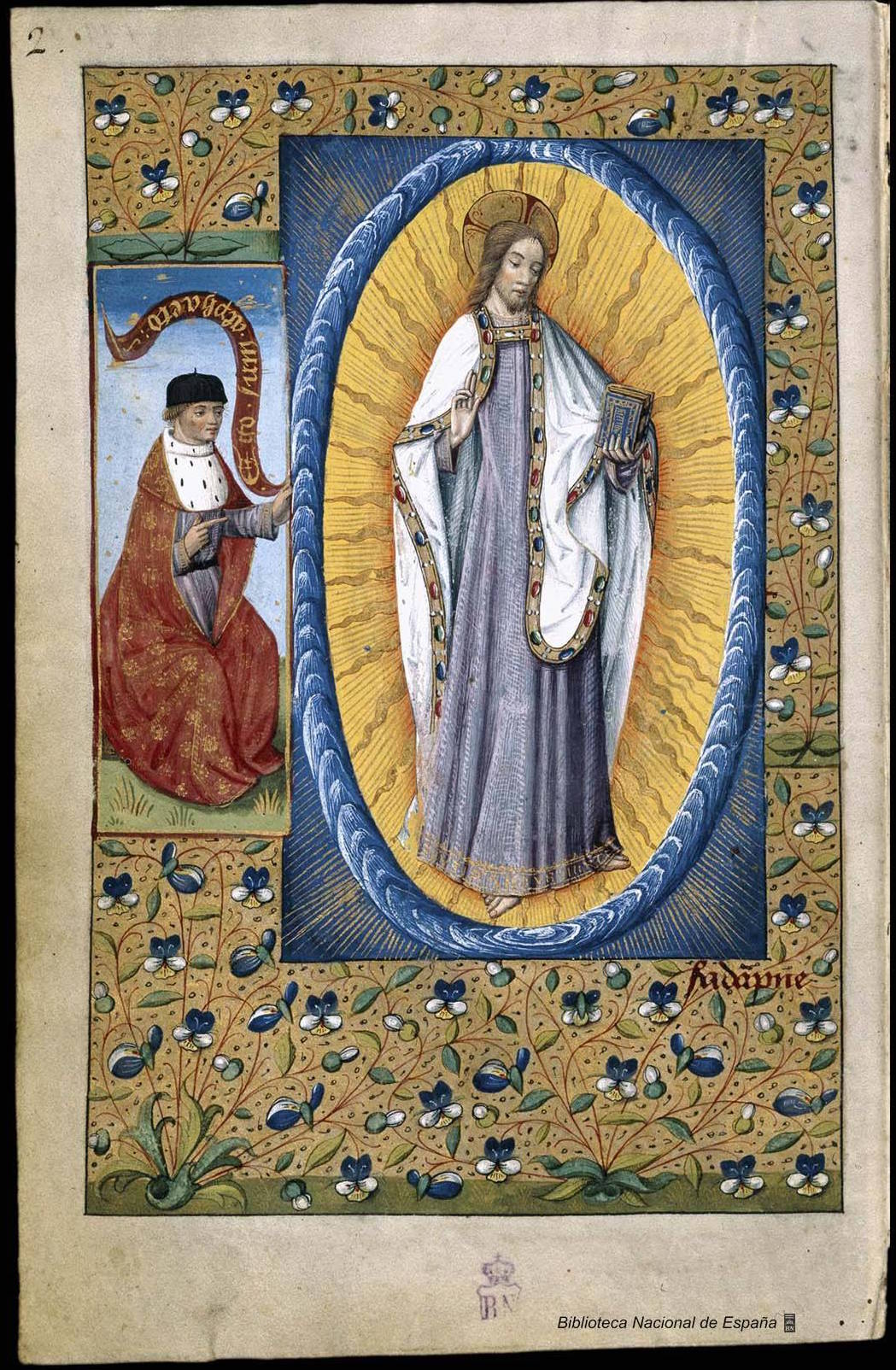
Libro de horas de Carlos V, Biblioteca Nacional de España.

El Libro de horas de Carlos V de la Biblioteca Nacional de España es un libro de horas realizado en un taller de París, tal vez en el entorno del iluminador Jean Poyer y en el filo de los siglos XV - XVI.
En la segunda página del manuscrito hay una inscripción del siglo XVII que indica que perteneció al emperador Carlos V: His liber fuit Magni Imperatoris Caroli Quinti.
Le fue regalado por un donante anónimo, cuando era muy joven, de ahí su especial carácter pedagógico y moralizador. Permaneció en la Casa de Austria hasta que Felipe III se lo regaló al cardenal François de Joyeuse. Pasó posteriormente al cardenal Francisco Javier de Zelada en el siglo XVIII, que lo donaría a la biblioteca de la Catedral de Toledo y de allí en 1869, pasaría a la Biblioteca Nacional de España, donde actualmente se conserva con Cod. Vitr. 24-3.
El libro, en pergamino de vitela de 230 x 153 mm con texto en letra gótica en latín, está lujosamente ilustrado en 320 páginas completas y en 3 a doble página, de sus 333 páginas, con ciclos o partes, empezando por el calendario moralizante, incluyendo la concordancia entre sibilas y profetas o entre profetas y apóstoles y conteniendo escenas sobre el Antiguo y el Nuevo Testamento, alegorías o santos, con gran variedad de orlas. Son impactantes sus escenas sobre la danza de la muerte.
Las tres escenas a doble página se corresponden con:
- Entrada victoriosa de Heraclio en Jerusalén con la cruz de Cristo rescatada de los persas.
- Victoria de David sobre Goliat.
- Encuentro de los tres caballeros con la muerte.